# Longin Malicki
Longin Ildefons Wendelin Malicki (ur. 12 stycznia 1908 w Sławnie koło Gniezna, zm. 19 listopada 1986 w Gdańsku) – polski etnograf, twórca i kierownik Oddziału Etnografii Muzeum Narodowego w Gdańsku.

## Życiorys
Urodził się 12 stycznia 1908 w Sławnie koło Gniezna w rodzinie nauczycielskiej. W 1918 roku rozpoczął naukę w Gimnazjum Klasycznym we Wrocławiu. Maturę zdał w 1927 w Chodzieży. W tym samym roku podjął studia na Wydziale Matematyczno-Przyrodniczo-Humanistycznym Uniwersytetu Poznańskiego na kierunkach: antropologia i etnografia. Ukończył je w 1932 z tytułem magistra filozofii w zakresie antropologii, etnografii z etnologią i prehistorii. Po studiach początkowo pracował jako wolontariusz, od 1934 na etacie asystenta, a od 1935 kustosza w Muzeum Śląskim w Katowicach. Zajmował się tam kompletowaniem eksponatów związanych z kulturą polską aż do wybuchu drugiej wojny światowej, kiedy to przeniósł się z żoną do Krakowa. W 1944 został aresztowany przez Gestapo i osadzony w więzieniu na Montelupich.
W kwietniu 1945 objął stanowisku dyrektora wielowydziałowego Okręgowego Muzemum Górnośląskiego w Bytomiu, jednocześnie sprawując nadzór merytoryczny nad muzeami w Bielsku i Cieszynie, Częstochowie i Raciborzu. W 1952 obronił pracę doktorską pt. Zarys Kultury materialnej górali śląskich na Wydziale Humanistycznym Uniwersytetu Poznańskiego i uzyskał stopień doktora filozofii. Dzięki jego staraniom o rozbudowę gmach muzealny w Bytomiu zyskał nowe pomieszczenia dla zbiorów. Jednak w wyniku perypetii związanych z walką o nową część gmachu muzealnego, którą zawłaszczyła inna protegowana instytucja, Malicki stracił posadę dyrektora i został zwolniony z pracy . Po tym wydarzeniu pracował kolejno w Muzeum Etnograficznym w Łodzi (1954), w Bytomskiej Hurtowni Farmaceutycznej, przez kilka miesięcy w Muzeum Pomorskim w Gdańsku oraz w Muzeum Etnograficznym w Krakowie. 
W 1958 Jan Chranicki (1906–1976), ówczesny dyrektor Muzeum Pomorskiego w Gdańsku powierzył mu stanowisko kierownika nowo powstałego działu etnograficznego. Początkowo dział ten mieścił się w obiekcie należącym niegdyś do franciszkanów (w latach 1558-1817 siedziba Gdańskiego Gimnazjum Akademickiego) przy ul. Toruńskiej na Starym Przedmieściu. Malicki wraz z podlegającym mu zespołem gromadził eksponaty świadczące o kulturze pomorskiego ludu, pochodzące z okolicznych wsi kociewskich, kaszubskich i z Powiśla, tworząc w ten sposób od podstaw placówkę etnograficzną. Zbiory te stały się podstawą w 1961 pierwszej ekspozycji .
Malicki zaangażował się też w odbudowę spalonego przez Niemców Pałacu Opatów w Oliwie, gdzie pierwotnie planowano przeniesienie zgromadzonych przez niego eksponatów. Miało tu powstać Muzeum Etnograficzne wydzielone z Muzeum Pomorskiego – do tego jednak nie doszło. We wrześniu 1965 w salach ekspozycyjnych na parterze odbudowanego budynku otwarto pierwszą wystawę Sztuka Ludowa Pomorza od XVIII do XX w .
W latach 1972–73 Malicki pracował jako kurator Muzeum Narodowego w Gdańsku. W 1973 przeszedł na emeryturę , kontynuował aktywność w Gdańskim Kole PTL.
Napisał około stu dziewięćdziesięciu artykułów źródłowych i publicystycznych dotyczących etnografii. Publikował je w takich czasopismach specjalistycznych jak „Lud”, „Prace i Materiały Etnograficzne”, „Ethnographica”, „Polska Sztuka Ludowa”), regionalnych „Zaranie Śląskie”, „Kaszëbë”, „Litery”, „Jantarowe szlaki” i „Pomerania” oraz w prasie codziennej .
Był współzałożycielem, wiceprezesem i przez dwadzieścia pięć lat prezesem (od 1960) gdańskiego oddziału Polskiego Towarzystwa Ludoznawczego (PTL). Należał także do: Sekcji Etnograficznej Komitetu Nauk Historycznych PAN oraz Komisji Etnograficznej Gdańskiego Towarzystwa Naukowego, Zespołu Doradczego ds. Muzealnictwa Etnograficznego przy Zarządzie Muzeów i Ochrony Zabytków, rady programowej gdańskiego oddziału Stowarzyszenia Twórców Ludowych i przez dwadzieścia pięć lat prezesem gdańskiego oddziału Polskiego Towarzystwa Ludoznawczego (PTL).
Zmarł 19 listopada 1986 w Gdańsku, gdzie został pochowany na Cmentarzu Centralnym Srebrzysko (rejon I, groby rodzinne E, grób 40).

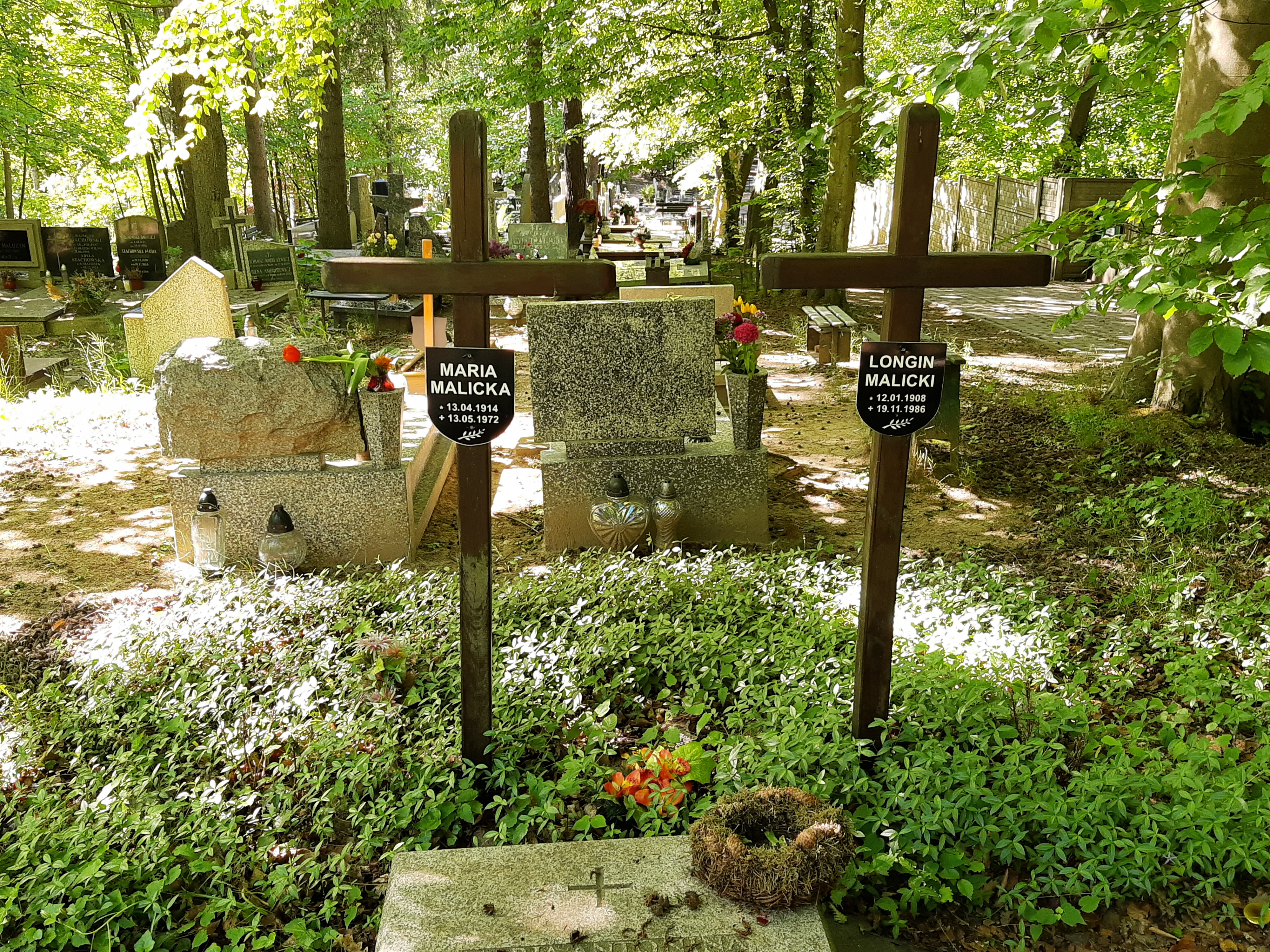
Grób Longina Malickiego na cmentarzu Srebrzysko

## Wybrane publikacje
- Longin Malicki. Muzeum Etnograficzne w Krakowie. „Lud”. t. 42, s. 830–843, 1955 cz. 2.
- Longin Malicki. Muzeum Pomorskie w Gdańsku. „Lud”. t. 42, s. 817–818, 1955 1:z.2.
- Longin Malicki. Muzeum w Kwidzynie. „Lud”. t. 42, s. 820–822, 1955.
- Longin Malicki. Dział Etnograficzny Muzeum Śląska Opolskiego w Opolu. „Lud”. t. 43, s. 375-378, 1956.
- Longin Malicki. Sztuka ludowa Pomorza Gdańskiego na tle zbiorów Muzeum Pomorskiego w Gdańsku. „Polska Sztuka Ludowa”. t.16 z.3, 1962. Instytut Sztuki PAN.brak numeru strony
- Zasługi Izydora Gulgowskiego w dziedzinie etnografii. „Ziemia Gdańska nr 134”, s. 30—33, 1981.

## Książki
- Longin Malicki: Strój Górali Śląskich. Wrocław: Polskie Towarzystwo Ludoznawcze, 1956, seria: Atlas polskich strojów ludowych. Cz. 3, Śląsk: z. 3. Brak numerów stron w książce
- Longin Malicki: Sztuka ludowa na Pomorzu Gdańskim. Gdańsk: 1965. Brak numerów stron w książce
- Longin Malicki: Pożywienie rybne Kaszubów wdzydzkich. Gdańsk: 1972, s. 27.
- Kociewska sztuka ludowa. Muzeum Narodowe w Gdańsku, 1973. Brak numerów stron w książce
- Longin Malicki: Rok obrzędowy na Kaszubach. Gdańsk: 1986. Brak numerów stron w książce
- Longin Malicki: Zarys kultury materialnej górali śląskich. MS, 2004. Brak numerów stron w książce

## Odznaczenia i wyróżnienia
- 1966: Medal Millenium[5]
- 1970: Złota odznaka „Za opiekę nad zabytkami“[5]
- 1971: Odznaka „Zasłużony Działacz Kultury“[5]
- 1978: Order Stańczyka oraz medal i nagroda im. Oskara Kolberga[7] [14]
- 1981: Nagroda im. Teodory i Izydora Gulgowskich[7]
- 1972: Krzyż Kawalerski OOP[7]

## Upamiętnienie
W 1988 roku został patronem Gdańskiego Oddziału Stowarzyszenia Twórców Ludowych.
Jesienią 2008 roku, z okazji rocznicy stulecia urodzin Longina Malickiego oraz 50. rocznicy powołania Oddziału Etnografii Muzeum Narodowego w Gdańsku, pracownicy Oddziału Etnografii i Zrzeszenia Kaszubsko-Pomorskiego w Gdańsku ufundowali tablicę pamiątkową ku czci założyciela oddziału. Tablica zawisła na ścianie siedziby oddziału - Spichlerza Opackiego.